# Dar El Ghezlane
 (septembre 2024).
Si vous disposez d'ouvrages ou d'articles de référence ou si vous connaissez des sites web de qualité traitant du thème abordé ici, merci de compléter l'article en donnant les références utiles à sa vérifiabilité et en les liant à la section « Notes et références ».
Dar Al Ghizlane est le premier film feuilleton marocain qui a été diffusé en HD sur la chaîne Al Aoula. Réalisé par Driss Roukhe, il a connu la participation de feu Mohamed Bastaoui dont ce fut la dernière apparition.
Le feuilleton dont le scénario a été écrit par Narjisse El Mouden, raconte l’histoire d’une fille dont le père veut lui imposer un époux afin que sa jeune sœur puisse se marier. 
Le feuilleton, mis en scène par Driss Roukhe et produit par la société Disconnected, se compose de 14 épisodes de 42 minutes chacun. Ont participé à cette œuvre, en plus du défunt Mohamed Bastaoui, une pléiade d’acteurs marocains : Mohamed Choubi, Fatém Zahra Barnoussi, Meriem Zaimi, Nora Skalli, Dounia Boutazout, Said Bey, Ahmed Naji, Khatima Alaoui, Zhour Slimani… La SNRT devrait annoncer, en début de semaine, la date de diffusion de ce feuilleton, le premier qui sera diffusé en haute définition (HD).